# Иванов, Михаил Трофимович
Михаи́л Трофи́мович Ивано́в (4 декабря 1922, Святск — 7 января 1981, Москва) — помощник командира разведывательного взвода 85-го стрелкового полка 325-й стрелковой дивизии 43-й армии 1-го Прибалтийского фронта, старший сержант — на момент представления к награждению орденом Славы 1-й степени.

## Биография
Иванов родился 4 декабря 1922 года в селе Святск Клинцовского уезда Гомельской губернии в семье крестьянина. Окончил 9 классов. Работал в колхозе.
В июле 1941 года был призван в Красную Армию, с декабря того же года участвовал в боях с частями вермахта. Служил в артиллерии в миномётных частях, затем в разведке. Участвовал в боях за освобождение Новгородской области, Прибалтики.
14 января 1944 года разведчик-наблюдатель отдельного дивизиона 120-миллиметровых минометов (54-я отдельная стрелковая бригада, 22-я армия, 2-й Прибалтийский фронт) рядовой Иванов в бою у деревни Щенайлово (южнее города Холм Новгородской области), продвигаясь с передовыми частями пехоты, обнаружил около двенадцати огневых точек противника, которые были затем уничтожены.
Приказом от 16 февраля 1944 года за образцовое выполнение заданий командования и проявленные мужество и отвагу рядовой Иванов Михаил Трофимович награждён орденом Славы 3-й степени. (N 16806)
Вскоре Иванов был переведен в разведку. В составе разведывательного взвода 85-й стрелкового полка 325-й стрелковой дивизии той же армии отличился в боях за освобождение Латвии. Так 10 августа 1944 года в бою у населенного пункта Удрусама он первым вплавь преодолел реку Айвиексте и уничтожил трёх немецких солдат. 14 августа 1944 с группой поиска в районе населенного пункта Вилкулиже (Крустпилсский район, Латвия) скрытно пробрался в тыл противника и подорвал пулемет с расчётом.
Приказом от 19 сентября 1944 года за образцовое выполнение заданий командования и проявленные мужество и отвагу рядовой Иванов Михаил Трофимович награждён орденом Славы 2-й степени.
Уже на другой день после награждения разведчик вновь отличился. Помощник командира разведвзвода старший сержант Иванов 20 сентября 1944 у населенного пункта Спирлэны (30 километров западнее города Мадона, Латвия) увлёк за собой бойцов в атаку, из автомата и гранатами уничтожил пять вражеских солдат и расчёт пулемета. Отличился Иванов и в последующих боях, при форсировании реки Неман. 9 декабря 1944 года он, возглавив группу захвата, переправился через реку Неман южнее населенного пункта Палеки (Литва), взял «языка».
Указом Президиума Верховного Совета СССР от 24 марта 1945 года за образцовое выполнение заданий командования в боях с частями вермахта старший сержант Иванов Михаил Трофимович награждён орденом Славы 1-й степени (N 1411), став полным кавалером ордена Слава.
В 1946 году старшина Иванов был демобилизован. Жил в городе Москве. Работал слесарем-монтажником. Умер 7 января 1981 года. Похоронен на Люблинском кладбище.
Награждён орденами Отечественной войны 2-й степени, Славы 1-й, 2-й и 3-й степени, медалями.